# Ernst Laqueur
Ernst Laqueur (1880 – 1947) è stato un biochimico olandese che per primo isolò, nel 1935, il testosterone, cioè l'ormone maschile prodotto dai testicoli.
La sua costituzione chimica fu determinata, nello stesso anno, da tre eminenti ricercatori: gli svizzeri Leopold Ruzicka e Albert Wettstein, e, indipendentemente, dal tedesco Adolf Butenandt.
Laqueur ed i suoi collaboratori erano riusciti a esporre 10 milligrammi di testosterone da un quintale di testicoli di toro.
Ma la conoscenza della struttura chimica del testosterone offrì ben presto la possibilità di prepararlo sinteticamente per uso terapeutico, nelle quantità desiderate ed in forma esattamente dosabile.
Se i biochimici ed i farmacologi fossero ancora legati al testosterone naturale, per ottenere un grammo di questo ormone dovrebbero estrarlo dai testicoli di 12.000 tori.
Laqueur diede importanti contributi anche allo studio dell'ormone pancreatico insulina e degli ormoni ipofisari.
Fu professore di farmacologia all'università di Gand ed a quella di Amsterdam.